# Zadzim
Zadzim  (deutsch Zadzim, 1943–1945 Scharhausen) ist ein Dorf und Sitz der gleichnamigen Gemeinde im Powiat Poddębicki der Woiwodschaft Łódź, Polen.

## Verweise